# Хлопово (Зарайский район)
Хлопово — деревня в Зарайском районе Московской области, в составе муниципального образования сельское поселение Струпненское (до 29 ноября 2006 года входила в состав Журавенского сельского округа), деревня связана автобусным сообщением с райцентром и соседними населёнными пунктами.

## Население
| 2002 | 2006 | 2010 |
| ---- | ---- | ---- |
| 80   | ↘77  | ↘63  |

## География
Хлопово расположено в 17 км на запад от Зарайска, на запруженной реке Истоминка, левом притоке реки Березинки (по другим данным река называется Погибловка), высота центра деревни над уровнем моря — 178 м.

## История
Хлопово впервые упоминается в XVI веке, как Холопье, до 27 апреля 1923 входила в состав Каширского уезда Тульской губернии.
В 1862 году в деревне числилось 23 двора и 210 жителей, в 1906 году была открыта земская школа, в 1926 году — 44 двора и 274 жителя, центр Хлоповского сельсовета.
В 1930 году был образован колхоз «29 октября имени Аникина» (в память об убийстве кулаками крестьянина-бедняка М. Т. Аникина), впоследствии переименованный в колхоз «Победа», с 1961 года — в составе совхоза «Красная Звезда».